# Anna Amalie Abert
Anna Amalie Abert (* 19. September 1906 in Halle (Saale); † 4. Januar 1996 in Kiel) war eine deutsche Musikwissenschaftlerin.

## Leben
Abert wurde als Tochter des Musikhistorikers Hermann Abert geboren. Sie studierte bei Hans Joachim Moser und bei Friedrich Blume an der Universität Kiel. Zum 1. Mai 1937 trat sie der NSDAP bei (Mitgliedsnummer 3.982.964), 1938 war sie Musikreferentin bei der NS-Frauenschaft, seit 1939 Mitglied im NSDDB und 1940 NSV-Blockwalterin. In Kiel war sie von 1943 bis 1971 als Hochschullehrerin tätig, zunächst als Dozentin, 1946 wurde sie von den Briten entlassen, aber von 1950 an war sie dort außerplanmäßige Professorin.
Von ihr stammen unter anderem Arbeiten zum Werk von Heinrich Schütz, Claudio Monteverdi, Christoph Willibald Gluck und Richard Strauss, außerdem eine umfangreiche Geschichte der Oper (1994).